# 巨各庄镇
巨各庄镇是中国北京市密云区下辖的一个镇，位于区境南部，京承铁路和京沈客运专线穿境而过。

## 行政区划
巨各庄镇下辖以下居委会及村委会：
新生社区、铁矿社区、沙厂社区、豆各庄社区、查子沟村、达峪村、楼峪村、水树峪村、沙厂村、前厂村、牛角峪村、康各庄村、海子村、久远庄村、塘子村、赵家庄村、豆各庄村、巨各庄村、八家庄村、金山子村、张家庄村、霍各庄村、水峪村、黄各庄村、前焦家坞村、塘峪村、后焦家坞村、丰各庄村、东白岩村和蔡家洼村。

## 首云国家矿山公园
首云国家矿山公园占地面积3.58平方公里，是铁矿作业与主题旅游同步实施的矿业旅游主题公园。中国首批28家国家矿山公园之一。